# China Liv Pro Cycling
El China Liv Pro Cycling (código UCI: GPC) es un equipo ciclista femenino de Hong Kong de categoría UCI Women's Continental Team, segunda categoría femenina del ciclismo en ruta a nivel mundial.

## Material ciclista
El equipo utiliza bicicletas Giant.

## Clasificaciones UCI
Las clasificaciones del equipo y de su ciclista más destacado son las siguientes:
| Temporada | Clasificación por equipos | Mejor corredora | Posición |
| 2016      | 37.º                      | Pu Yixian       | 149.ª    |
| 2017      | 37.º                      | Pu Yixian       | 207.ª    |

## Palmarés
Para años anteriores véase: Palmarés del China Liv Pro Cycling.

### Palmarés 2022

#### UCI WorldTour Femenino
| Fechas | Carreras | Ganador |

#### Calendario UCI Femenino
| Fechas | Carreras | Ganador |

#### Campeonatos nacionales
| Fechas | Carreras | Ganador |

## Plantillas
Para años anteriores, véase Plantillas del China Liv Pro Cycling

### Plantilla 2022
| Integrantes del equipo 2022 | Integrantes del equipo 2022 | Integrantes del equipo 2022 | Integrantes del equipo 2022 |
| Corredor                    | Fecha de nacimiento         | Equipo previo               |                             |
| --------------------------- | --------------------------- | --------------------------- | --------------------------- |
| Siyi Chen                   | 30 de enero de 2002         |                             |                             |
| Cui Yuhang                  | 29 de mayo de 2001          |                             |                             |
| Feng Lin                    | 1997                        |                             |                             |
| Siying Lu                   | 4 de noviembre de 1996      |                             |                             |
| Lijie Pei                   | 14 de mayo de 2000          |                             |                             |
| Wu Peixiao                  | 27 de agosto de 1996        |                             |                             |
| Jiaxi Xiao                  | 27 de julio de 1999         |                             |                             |
| Yang Qianyu                 | 7 de marzo de 1993          |                             |                             |
|                             |                             |                             |                             |
| Fuente: UCI                 |                             |                             |                             |